# فهرست توابع ریاضی
فهرست توابع ریاضی به شرح زیر است:
- تابع یک به یک
- تابع پوشا
- تابع زوج و فرد
- توابع مقدماتی
- تابع تحلیلی
- تابع برداری
- تابع جبری و غیرجبری
- تابع پیوسته
- تابع مشتق پذیر
- تابع همانی
- تابع دیریکله
- تابع انتخاب
- توابع مثلثاتی
- توابع هذلولوی
- تابع یکنوا
- تابع چند جمله‌ای
- تابع قدر مطلق
- تابع علامت
- توابع مقدماتی
- توابع متعالی
- توابع تحلیلی
- توابع گویا

## منبع
- مشارکت‌کنندگان ویکی‌پدیا. «List of mathematical functions». در دانشنامهٔ ویکی‌پدیای انگلیسی، بازبینی‌شده در ۲۰ فوریه ۲۰۱۴.